# Орлеја
Орлеја (рус. Орлея) малено је слатководно језеро глацијалног порекла смештено у јужном делу Пустошког рејона на крајњем југу Псковске области, односно на западу европског дела Руске Федерације. Преко реке Неведрјанке повезано је са басеном реке Великаје и Балтичког мора.
Акваторија језера обухвата површину од око 4,9 км² (487 хектара). Максимална дубина језера је до 8 метара, односно просечна од око 3 метра. Басену језера припада територија површине 42,3 км².
На обали језера налазе се села Јакимово и Шамолово.